# Nils Rydström
Nils Erik Rydström, född 14 mars 1918, död 24 december 2009, var en svensk mjölkbonde och redaktör för den i Moheda utkommande tidskriften Wärendsbladet. Han valdes till vice ordförande för Sveriges Nationella Förbund år 1996.